# Hirtodrosophila actinia
Hirtodrosophila actinia är en tvåvingeart som först beskrevs av Toyohi Okada 1991.  Hirtodrosophila actinia ingår i släktet Hirtodrosophila och familjen daggflugor.
Artens utbredningsområde är Taiwan. Inga underarter finns listade i Catalogue of Life.